# همرتن
همرتن (به آلمانی: Hämerten) یک منطقهٔ مسکونی در آلمان است که در تانگرمونده واقع شده‌است.
 همرتن  ۲۱۱ نفر جمعیت دارد.